# Yarım ay
Die türkischsprachige Zeitschrift Yarım ay (deutsch: „Halbmond“) war ein Familien- und Jugendmagazin. Sie erschien von 1935 bis 1940 – mit einigen Ausnahmen – am 1. und 15. eines jeden Monats in Istanbul. Insgesamt wurden 123 Ausgaben herausgegeben. Eigentümer der Zeitschrift war die Resimli Ay Matbaası T.L.S., die auch für den Druck verantwortlich war, wobei Emin Refik Müslümoğlu als Chefredakteur fungierte. Die Zeitschrift unterstützte unter anderem die Emanzipation der Frau sowie die Veränderungen des Lebensstils der damaligen Zeit, wie beispielsweise die Wandlung männlicher und weiblicher Kleidung in der modernen Türkei der 1930er Jahre in einen einfachen, weltlichen Kleidungsstil nach kemalistischer Ideologie.